# Botričnica
Botričnica je naselje u slovenskoj Općini Šentjuru. Botričnica se nalazi u pokrajini Štajerskoj i statističkoj regiji Savinjskoj. 

## Stanovništvo
Prema popisu stanovništva iz 2002. godine naselje je imalo 108 stanovnika.